# Cyzjojan wrocławski
Cyzjojan wrocławski – XV-wieczny polski cyzjojan, zapisany w kodeksie należącym do Biblioteki Uniwersyteckiej we Wrocławiu.
Kodeks, poza cyzjojanem (karta 1 verso) zawiera głównie teksty związane z Kościołem katolickim: legendy o świętych, przepisane dokumenty kościelne, traktaty teologiczne, i in. Rękopis prawdopodobnie pochodzi z którejś z płockich diecezji, skąd został przekazany do klasztoru Dominikanów we Wrocławiu. Następnie trafił do Biblioteki Uniwersyteckiej, gdzie przechowywany jest obecnie (sygn. IV Qu. 161).
Cyzjojan wrocławski został spisany najprawdopodobniej w tym samym czasie co płocki, bowiem wiele zwrotów i fragmentów pokrywa się w obu tekstach. Poza wersami o charakterze religijnym (np. Pawła był Bog nawrocił), wskazującymi konkretne święta kościelne, pojawiły się także wzmianki dotyczące uprawy roli (np. Domienik chce siec, co wskazuje na datę 5 sierpnia, czyli początek okresu żniw). Kompozycja tekstu opiera się na nieregularnych rymach wewnętrznych, a jedynymi użytymi środkami poetyckimi są epitety i zdrobnienia. Autor cyzjojana jest anonimowy; przypuszcza się, że spisał go kopista z pamięci.
Odkrycie zabytku ogłosił Paul Diels w 1937 w pracy Der älteste polnische Cisiojanus. Transliteracji i transkrypcji dokonał w 1977 Mieczysław Walter (publikacja Śląskie polonica rękopiśmienne w zbiorach Biblioteki Uniwersyteckiej we Wrocławiu).